# 加州奈氏鱈
加州奈氏鱈，為輻鰭魚綱鱈形目鼠尾鱈科的其中一種，分布於東太平洋加拿大溫哥華島至秘魯海域，屬深海底棲性魚類，深度277-909公尺，體長可達45公分，棲息在底層水域，生活習性不明。